# Martinicca Boison
I Martinicca Boison sono un gruppo musicale fiorentino di musica folk e pop.

## Storia del gruppo
I Martinicca Boison nascono il 23 gennaio 2002 all'Eskimo Club di Firenze dall'unione di due giovani gruppi fiorentini dai nomi improbabili: i Fenila Lanila, suonatori di musica etnica-popolare, da cui provengono Lorenzo (Lorenzo Ugolini, Bagno a Ripoli, 1982), Gabri (Gabriele Baratto, Firenze, 1982) e Pablo Ganba (Pablo Cancialli, Figline Valdarno, 1976), e i Bravo Fagiolo, amanti del rock progressive degli anni Settanta, in cui militavano Frank (Francesco Cusumano, Firenze, 1980), Paolino (Paolo Pampaloni, Firenze, 1981) e Zazà (Marco Zagli, Fiesole, 1982). Da questa commistione di generi musicali fondano il folk elegante e con l'ingresso del violinista Endless (Andrea Rapisardi, Firenze, 1984) iniziano a suonare partecipando e vincendo numerosi concorsi nazionali (finalisti Arezzo Wave e Pistoia Blues Festival 2003, finalisti del Rockcontest 2004, vincitori Pelago on the Road Festival 2004).
Nel 2005, grazie alla collaborazione con la storica etichetta Materiali Sonori esce il loro primo album, Per non parlare della Strega, che si avvale della partecipazione come ospite di Erriquez dei Bandabardò.
Nel febbraio 2008 sono invitati a RAI 3 come ospiti nella trasmissione televisiva di Gabriele La Porta Nella profondità di Psiche.
Nel settembre dello stesso anno esce il loro secondo lavoro musicale, Sovrapensieri, in cui Erriquez passa alla produzione artistica. Il disco è una sorta di concept album in cui le 12 canzoni si snodano nell'arco di 24 ore in ordine cronologico.
Partecipano al disco, oltre ad Erriquez ai cori e alle tastiere addizionali, anche Lucia Sargenti, ex cantante dei Mondo Candido, Sabrina Tinghi Baratto, Irene Cilio ai cori e Rocco Brunori, ex Tamales de Chipil, alla tromba. Le riprese e il mixaggio sono state effettuate da Gianluca Vaccaro, sound engineer che ha lavorato per moltissimi nomi di rilievo della scena italiana.
Nel corso del 2009 i Martinicca, oltre ad intraprendere una fruttuosa tournée nazionale, hanno vinto il premio ‘Solid Sound’ nell'ambito del 16mm Film Festival per il videoclip del brano “Malgrè Tout… Je Chante” (con Carlo Monni), diretto da Graziano Staino, regista di molti video musicali della scena indipendente italiana. Nell'estate dello stesso anno finiscono di lavorare alla loro prima colonna sonora per il film Piove sul bagnato, di Andrea Muzzi e Andrea Bruno Savelli, in uscita nelle sale cinematografiche da agosto 2009.
Nel novembre 2010 viene pubblicato il primo EP della band, Marianne, che contiene tre brani inediti di cui uno dal vivo e un rifacimento del loro classico Pensieri di un pattinatore notturno. La title track raggiunge la posizione nº 11 della classifica nazionale di gradimento e programmazione radiofonica di musica indipendente Indie Music Like. Contemporaneamente il gruppo sonorizza tre spot della campagna pubblicitaria sostenuta dalla FIDAS.
Nel 2012 vede la luce il “terzo disco e mezzo” dei Martinicca, Le canzoni del Trimarano, che si avvale della partecipazione di Enrico Maria Papes (lo storico batterista-cantante del gruppo I Giganti), della cantante Francesca Breschi, del dj Global Kan Kan nel remix de L'invitato non è felice e del gruppo rock Quebegue, con cui è stato composto, arrangiato ed eseguito il brano Eraiva.
La stravagante copertina, che vede i sette stipati su una barchetta di compensato davanti ad un fondale caraibico, ma in un'atmosfera decisamente invernale con tanto di neve, varrà alla fotografa Azzurra Piccardi il primo premio del Prix de la Photographie Paris PX3 2012 per la sezione “music”, nonché ben due menzioni all'International Photography Awards.
Nell'estate 2013 l'ensemble si avventura nella prima tournée internazionale, con una data in Libano (a Beirut) e un mini-tour di tre fortunatissime date in Germania (Ulm, Grotzinger, Monaco di Baviera), che riscuoteranno un notevole successo di pubblico. L'anno si chiude sul palco del Capodanno 2014 di Firenze, in piazza Stazione, con l'apertura al concerto di Max Pezzali. Questo sarà anche l'ultimo concerto ufficiale prima della decisione dei membri di fermarsi per concentrarsi sulle proprie attività soliste. A dicembre 2018 la band si riunirà per un concerto celebrativo a Firenze.

## Teatro
Il 2010 vede i Martinicca impegnati sul fronte teatrale. In gennaio Lorenzo e Frank con il loro fonico polistrumentista Tromba (Daniele Bao, 1978) scrivono a sei mani ed eseguono interamente la colonna sonora dello spettacolo Odissea Sempre di Angelo Savelli, mentre dalla primavera tutto il gruppo si cimenta dal vivo con un omaggio alla figura poliedrica di Boris Vian, in uno spettacolo dal titolo La vita è come un dente (...e distruggono il mondo), rielaborando e riarrangiando i classici dello chansonnier, con il giovane attore Pierfrancesco Bigazzi a cui sono affidate le parti recitate. Lo spettacolo verrà ripreso nel marzo 2012 per una fortunata mini-tournée che raggiungerà il culmine con due repliche al Teatro SMS di Rifredi. L'attività musical-teatrale continua per Lorenzo e Frank nell'agosto 2012 per accompagnare gli attori Carlo Monni e Massimo Grigò in uno spettacolo sulla poesia toscana medievale, dal titolo “S'io Fossi Foco”, messo in scena nella splendida cornice del cortile del Bargello per quattro fortunate repliche.
Nell'estate 2013, nel corso del mini-tour di tre date in Germania, il gruppo collabora con il duo di attori / mimi Stefano Baratto e Daniele Fileti allo spettacolo di intrattenimento Minestrone Show.

## Discografia
- Per non parlare della Strega (2005)
- Sovrapensieri (2008)
- Marianne (2010) - Ep
- Le canzoni del Trimarano  (2012)

## Compilation
- Rock Contest 2004 (2005) Controradio
- Marghera Village Compilation 2007 (2007) Alma Music
- It Strings! Music for europemobility (2009) Gruppo CSCS
- La Scena Muta vol. 1 - LiberFest, Canzoni per un lettore (2012) La Scena Muta / MEI
- MEId in Italy Vol. 3 (2012) MEI
- True Songs, True Artists (2012) True Booking-Managing-Promoting - compilation digitale promozionale
- Music? No control! (2012) Sfera Cubica - compilation di dicembre 2012

## Videografia
- Pensieri di un pattinatore notturno, regia di 12Mezzi, 2005.
- Malgré tout... je chante, regia di Graziano Staino e Roberto Schoepflin, 2008.
- Sovrapensieri, regia di Graziano Staino, 2009.
- L'invitato non è  felice, regia di Manfredi Lucibello, 2012.

## Pubblicazioni soliste (album)

### Lorenzo "Hugolini" Ugolini
- Hugolini (2017) BMG

### Francesco "Frank" Cusumano
- Quebegue (2011) autoprodotto, distr. Audioglobe - con il gruppo Quebegue
- Sbagliando si spara (2014) autoprodotto, distr. Audioglobe - con il gruppo Sandro.band
- Prepariamoci a partire (2015) con il cantautore Il Ciclista
- La stessa rabbia, la stessa Primavera. Appunti per una rivoluzione (2015) Giano s.r.l. / (2018) Materiali Sonori - con Francesca Breschi e Chiara Riondino
- Vertigine & Paolino Vs. Frank Cusumano (2015) autoprodotto, distr. Materiali Sonori - con il gruppo Vertigine & Paolino
- Il tempo giusto (2016) - con la cantautrice Marina Giaccio
- PUNTO PRIMO. Works 2005 - 2015 (2016) Materiali Sonori - antologia
- Hugolini (2017) BMG - con il cantautore Hugolini
- Inchiostro (2017) Materiali Sonori Associated - con la cantautrice Letizia Fuochi
- Majakovskij! (2020) Materiali Sonori - con Arlo Bigazzi e Chiara Cappelli
- Fuegos y Chavela. Letizia Fuochi canta Chavela Vargas (2020) Materiali Sonori - con la cantautrice Letizia Fuochi
- Danza (2021) - con la cantautrice Lu Colombo (2 brani)
- Canzoni per grilli e rificolone (2022) - La Scena Muta - con l'orchestra a plettro La Nuova Pippolese
- ZING (2022) - Materiali Sonori - con la cantautrice Letizia Fuochi
- La Scelta (2025) - Materiali Sonori - con la cantautrice Letizia Fuochi

### Paolo "Paolino" Pampaloni
- Vertigine & Paolino (2013) autoprodotto - con il gruppo Vertigine & Paolino
- Noi non siamo originali (2014) autoprodotto - con il gruppo Vertigine & Paolino
- Vertigine & Paolino Vs. Frank Cusumano (2015) autoprodotto, distr. Materiali Sonori - con il gruppo Vertigine & Paolino

## Colonne sonore
- Piove sul bagnato, regia di Andrea Muzzi e Andrea Bruno Savelli, 2009.
- Odissea Sempre di Angelo Savelli, 2010.
- Sigla programma TV Italiani Veri, Rete37, 2013 (Lorenzo Ugolini e Frank Cusumano)

## Spettacoli teatrali
- BorisVian: la vita è come un dente ( …e distruggono il mondo) - prod. Materiali Sonori, regia di Giampiero Bigazzi. 2010-2014.
- S'io fossi foco - con Carlo Monni e Massimo Grigò - regia di Andrea Bruno Savelli. 2012 (Lorenzo Ugolini e Frank Cusumano).
- Minestrone Show - con Stefano Baratto, Daniele Fileti e Marlene Fuochi - regia di S. Baratto e D. Fileti. 2013

## Componenti
- Lorenzo "Hugolini" (Lorenzo Ugolini) voce, pianoforte, chitarra ritmica, fisarmonica, cori.
- Frank (Francesco Cusumano) chitarre acustiche, classiche ed elettriche, mandolino, tromba, pianoforte, banjo, ukulele, mandola tenore, arpa, cori.
- Paolino (Paolo Pampaloni) basso, contrabbasso, voce, cori.
- Endless (Andrea Rapisardi) violino, cori.
- Gabri (Gabriele Baratto) clarinetto, cornamuse, flauti, cori.
- Zazà (Marco Zagli) batteria, cori.
- Pablo Ganba (Pablo Cancialli) percussioni, steel drum, cori.

+
- I'Tromba (Daniele Bao) fonico, trombe, cori, programmazioni.